# فمینیسم در پاکستان
فمینیسم در پاکستان به مجموعه جنبش‌هایی اطلاق می‌شود که هدف آن‌ها تعریف، ایجاد و دفاع از حقوق زنان در پاکستان است. جنبش‌های فمنیستی پاکستان در پی پیگیری حقوق برابر سیاسی، اقتصادی و اجتماعی زنان و داشتن فرصت‌های برابر با مردان هستند. این جنبش‌ها از لحاظ تاریخی با وقایع سیاسی و تاریخی پاکستان برهم‌کنش داشته و در ارتباط با مسائل معاصر پاکستان از جمله استعمار، جنگ استقلال، ملی‌گرایی، اسلامی‌سازی، مبارزه با دیکتاتوری، دموکراسی‌خواهی و جنگ علیه ترور خود را تعریف کرده‌اند. رابطه بین جنبش زنان و دولت پاکستان از سازگاری متقابل به رویارویی و درگیری در طی دوره‌های مختلف تغییر کرده است.

## پیش زمینه
پاکستان در رتبه سوم بدترین کشورها - رده ۱۵۱ از ۱۵۳ کشور - در شاخص برابری جنسیتی مجمع جهانی اقتصاد (WEF) قرار دارد. سواد زنان پاکستان به حدی پایین است که بیش از پنج میلیون دختر در سن دبستان به مدرسه نمی‌روند. بر اساس گزارش یونیسف، ۱۸ درصد از دختران پاکستانی قبل از رسیدن به ۱۸ سالگی ازدواج کرده‌اند. برآورد دقیقی از میزان تغییر مذهب اجباری اقلیت‌های مذهبی جهت ازدواج اجباری با مسلمانان به دلیل کمبود گزارش‌ها و ماهیت پیچیده آن در جامعه پاکستان وجود ندارد. اما تخمین‌ها از تغییر مذهب و ازدواج اجباری ۱۰۰ تا ۷۰۰ دختر مسیحی در سال خبر می‌دهند. این تخمین برای اقلیت هندو در پاکستان، تعداد قربانیان را حداقل ۳۰۰ نفر در سال نشان می‌دهد. صندوق بین‌المللی پول اعلام کرده است که پر کردن شکاف جنسیتی می‌تواند تولید ناخالص داخلی پاکستان را تا ۳۰ درصد افزایش دهد.
به گفته زویا رحمان، هویت زن پاکستانی بر اساس فرهنگ عرفی مردسالارانه، تحت حمایت و تسلط دولت ساخته شده است. او استدلال می‌کند که جامعه از زن پاکستانی انتظار دارد که تمایلات جنسی خود را بروز ندهد، تحت کنترل باشد، و در صورت تخطی از این قوانین سزاوار به قتل رسیدن در قالب قتل‌های ناموسی باشد. به گفته او تبعیض علیه زنان با دخالت دولت در عمیق‌تر شدن آن جنبه سیستماتیک پیدا می‌کند. دولت از طریق سانسور زنان، تأیید فرهنگ و رسوم غلط و حتی تبلیغات آن‌ها به پایدار ماندن تبعیض‌ها کمک می‌کند. او استدلال می‌کند که دولت صرفاً به کنترل زنان بسنده نمی‌کند، بلکه در زندگی عمومی و خصوصی آن‌ها دخالت می‌کند تا تصمیم بگیرد که چه چیزی به عنوان فرهنگ پاکستان مشروع و مجاز است و چه چیزی مجاز نیست.
پس از استقلال پاکستان از هند، زنان در پاکستان به حمایت از اصلاحات سیاسی‌ای که به توانمندی آن‌ها کمک می‌کند، پرداختند. تلاش زنان برای اصلاحات سیاسی منجر به این شد که در سال ۱۹۴۸ قانونی تصویب شد که بر اساس آن حق زن مسلمان را برای ارث بردن اشکال مختلف دارایی به رسمیت شناخت. در سال ۱۹۵۶ تلاشی برای گنجاندن منشور حقوق زنان توسط دولت در قانون اساسی انجام شد، اما این امر ناموفق بود. قانون خانواده مسلمانان در سال ۱۹۶۱ که در خصوص ازدواج و طلاق نوشته شده است؛ مهم‌ترین اصلاحات اجتماعی و حقوقی‌ای است که در پاکستان با انگیزه فمینیستی جهت توانمندسازی قانونی زنان انجام شده است.
دکتر جاوریا شهید و خالد منظور بات در مطالعه‌ای در سال ۲۰۱۲ تحت عنوان موقعیت زنان پاکستانی در قرن بیست و یکم، فمینیسم را برابری برای زنان و آزادی از تبعیض جنسیتی در جنبه‌های مختلف زندگی تعریف می‌کنند.

## تاریخچه
به گفته ملیحه ضیاء، با وجود جنبش‌های متعدد مبارزه با تبعیض زنان و تلاش برای برابری در پاکستان، هنوز جنبش فمینیستی فراگیری در این کشور وجود ندارد. ضیاء تاریخ جنبش فمینیستی در پاکستان را به ۳ مرحله تقسیم می‌کند:

### مرحله اول: ۱۹۴۷–۱۹۵۲
در زمان جنگ استقلال پاکستان از هند، زنان مسلمان قربانی خشونت‌های متعددی بودند. گزارش شده است که در این مدت ۷۵ هزار زن مسلمان ربوده شده و مورد تجاوز جنسی قرار گرفته‌اند. در همان زمان بود که فاطمه جناح، کمیته امداد زنان را تشکیل داد که بعداً به انجمن زنان پاکستان تبدیل شد. جناح در ادامه یک ایستگاه رادیویی مخفی تأسیس کرد و در سال ۱۹۶۵ از بازنشستگی سیاسی خودخواسته خود خارج شد تا علیه دیکتاتوری نظامی ایوب خان در انتخابات ریاست جمهوری شرکت کند.
بیگم رعنا لیاقات علی خان به پناهندگانی که در جریان تجزیه هند از هند گریختند کمک کرد و انجمن زنان پاکستان را در سال ۱۹۴۹، دو سال پس از تشکیل کشور پاکستان، سازمان داد. خان با توجه به کمبود پرستار در کراچی، از ارتش درخواست کرد تا زنان را برای تزریق آمپول و کمک‌های اولیه آموزش دهد و در نتیجه این اقدام نیروهای شبه نظامی زنان ایجاد شد. پرستاری همچنین به یک مسیر شغلی برای بسیاری از دختران تبدیل شد. او حتی پس از ترور همسرش در سال ۱۹۵۱ به مأموریت خود ادامه داد و در سال ۱۹۵۲ اولین نماینده زن مسلمان در سازمان ملل متحد شد.
به گفته عایشه خان، در دهه‌های اولیه پس از استقلال، زنان نخبه پاکستانی عمدتاً روی ناسیونالیسم اسلامی سرمایه‌گذاری کردند و برای حقوق محدود زنان در چارچوب اسلام تلاش می‌کردند. زنان در ادامه با ظهور جریان اسلامیزه‌سازی دیکتاتوری پاکستان که به نفی حقوق آن‌ها می‌پرداخت، در مقابل حاکمیت قرار گرفتند.

### مرحله دوم: دهه ۱۹۸۰
پایان دهه ۱۹۷۰ با موج جدیدی از اسلامی‌سازی سیاسی در بسیاری از کشورهای مسلمان همراه بود. در پاکستان، رژیم دیکتاتوری نظامی محمد ضیاءالحق به قدرت رسید و اسلام‌سازی پاکستان را آغاز کرد. قوانین جزای پاکستان برمبنای اسلام بازتعریف شد و متعاقز آن، زنا جرم کیفری شناخته شد و مجازات‌های شلاق، قطع عضو و سنگسار در قانون قرار گرفت. جنبش فمینیستی در پاکستان شدیداً با اجرای قوانین اسلامی مخالفت کرد، آن‌ها طرفدار لیبرالیسم بودند و قوانین اسلامی را باستانی تفسیر کرده و معتقد بودند این قوانین برای اجرا در دنیای مدرن مناسب نیست. پس از تلاش‌ها و مبارزات فراوان، بخش‌هایی از قانون به‌طور قابل‌توجهی توسط لایحه حمایت از زنان در سال ۲۰۰۶ بازنگری شد.
در خصوص مقابله با اسلامی‌سازی جامعه انجمن اکشن زنان (WAF) در سال ۱۹۸۱ تشکیل شد. به گفته مدیحه اختر، ژنرال ضیا در نهایت به دنبال کنترل نقش زنان در تمام عرصه‌های عمومی اجتماعی بود که فشار غیرمنتظره‌ای را بر زنان پاکستانی وارد کرد. در واکنش به سیاست اسلامی‌سازی ضیاء، بسیاری از زنان پاکستانی از جمله نویسندگان و دانشگاهیان و نخبگان در مخالفت با این سیاست‌ها فعال شدند. اختر استدلال می‌کند که نسل جوان فعالان دهه ۱۹۸۰ از نظر فکری گرایش بیشتری نسبت به نسل‌های پیشین به رویکرد فمینیستی داشتند. او می‌گوید که جنبش‌های فمینیستی با ارائه تفسیرهای مترقی‌تری از اسلام که در آن‌ها به حقوق زنان توجه بیشتری شده بود، به مبارزه با افراطی‌گری مذهبی و تفسیر سنتی از اسلام پرداختند. این رویکرد آن‌ها حمایت غیرمنتظره سازمان‌های زنان اسلامی جناح راست را به دست آورد. آن‌ها از طریق رسانه‌های مختلف مانند مقالات روزنامه، هنر، شعر و ترانه به مبارزات انتخاباتی پرداختند

### پس از ضیاء: ۱۹۹۸–۲۰۰۸
از زمان پایان حکومت ژنرال ضیا، پاکستان اولین نخست‌وزیر زن خود، بی نظیر بوتو را انتخاب کرد. برخی از تلاش‌های قانون‌گذاری فمینیستی، مانند تأسیس کلانتری‌های زنانه و انتصاب قاضی‌های زن برای اولین بار انجام شد. با این حال، بسیاری از قوانین ضد زن تصویب شده در دوره ژنرال ضیا باقی ماند.
در دوران پس از ضیاء، فعالان زن تلاش کردند با نوشتن مقالات و انجام تحقیقات و پژوهش‌ها به تقویت صدای زنان در جامعه و ترویج حکومت دمکراتیک فراگیر متمرکز شوند. به‌طور مثال برای اولین‌بار تحقیقاتی را در خصوص افزایش آگاهی در مورد حقوق جنسی و باروری زنان تهیه کردند که به آموزش و آگاه‌سازی زنان می‌پرداخت. همچنین فعالان زن در دغدغه‌های دیگری مانند مسائل زیست‌محیطی، و صلح و سازش میان شهروندان پاکستان و هند صحبت و تحقیق کردند.

### ۲۰۱۸ - اکنون
جنبش فمینیستی در پاکستان پس از سال ۲۰۰۸ با ظهور کانال‌های رسانه‌ای خصوصی و رسانه‌های اجتماعی وارد دوره جدیدی شد. در دوران جدید زنان به‌طور فزاینده‌ای قادر به اشتراک‌گذاری عقاید و نظرات خود در رسانه‌های اجتماعی بودند و همین امر موجب شتاب گرفتن جنبش فمینیستی شد. راهپیمایی‌های زنان در سالروز ۸ مارس اکنون در شهرهای متعددی در سراسر پاکستان برگزار می‌شود. شعارهای مطرح شده در راهپیمایی‌ها شامل افزایش مشارکت سیاسی و نمایندگی زنان، حمایت از اقلیت‌های جنسیتی و جنسی، حمایت از اقلیت‌های مذهبی و سایر گروه‌های به حاشیه رانده شده در پاکستان است. این جنبش همچنین خواستار ایمن‌تر کردن فضاهای عمومی برای زنان و تراجنسیتی‌ها شده است و همچنین خواستار پایان دادن به خشونت علیه زنان و ترنس‌جندرها شده است.

## انواع
ملیحه ضیا می‌گوید که فمینیسم در پاکستان به دو شکل یافت می‌شود: فمینیسم لیبرال سکولار و فمینیسم اسلامی.

### فمینیسم لیبرال
فمینیسم لیبرال در محافل لیبرال چپ برجسته‌تر است و اغلب توسط احزاب سیاسی چپ‌گرا مانند PPP حمایت می‌شود. عقاید این گروه با ارزش‌های آزادی لیبرال، حقوق بشر و سکولاریسم مشخص می‌شود.

### فمینیسم اسلامی
نسائیسم اسلامی بیشتر ماهیتی سنتی دارد و از کسب حقوق زنان در نگاه اسلامی حمایت می‌کند. این جنبش عمدتاً توسط میانه‌روها و احزاب راست پاکستان حمایت می‌شود. کلمه نسائیسم از سوره نساء، قرآن آمده است که ریشه‌های اسلامی جنبش را نشان می‌دهد. این جنبش به دلیل تبلیغ حقوق اسلامی و پذیرش آنچه که دیگر گروه‌های فمینیستی سکولار «ساختار پدرسالار اسلامی پاکستان» می‌نامند، با انتقاداتی مواجه شده است.

## هنر و ادبیات فمینیستی در پاکستان
بسیاری از آثار هنری و ادبی فمینیستی در پاکستان با ادبیات سنتی مقابله می‌کنند. ادبیاتی که به دلیل تحمیل باورهای دگم مذهبی شهرت دارد. نویسندگان فمینیست اغلب جنبش‌های فمینیستی پاکستان را در مقابله با هژمونی پدرسالارانه سنتی توصیف می‌کنند به گفته شهباز احمد چیما، مردسالاری پاکستان با هدف نهایی پذیرش، درونی کردن و ترویج گفتمان مردسالارانه به عنوان یک آرمان در جامعه، به تولید ادبیات و هنر می‌پردازد. در همین راستا نویسندگان فمینیستی با بازخوانی ادبیات سنتی پاکستان، جنبه‌های مردسالارانه و ضد زن این آثار را برجسته کردند. به‌طور مثال افیه س ضیا با تأکید بر برخی از نوشته‌های سید احمد خان، برجنبه‌های تاریک تفکر این نوشته‌ها تأکید کرد. یا بهشتی زوار اشرف علی ثناوی؛ در دوران پس از استقلال پاکستان، نوشته‌های ابوعلاء مودودی را که به نظر او در پی ایجاد و تحکیم تفکر مردسالارانه اسلامی بود، نقد کرد. این نقدها و بحث‌ها از جنبه آگاه‌سازی جامعه و فرهنگ حائز اهمیت بود. تلویزیون و سینما نیز به ارائه تصویر زنان مطیع پاکستانی در جامعه مردانه می‌پرداختند.
اس.اس. سیراج‌الدین در دانشنامه ادبیات پسااستعماری به زبان انگلیسی، نسبت به وجود فضای آزاد برای فمینیسم در پاکستان ابراز تردید می‌کند و معتقد است که این کشور همچنان به شدت تحت تأثیر تعصبات مذهبی قرار دارد. با این حال، او اذعان دارد که آگاهی از مسائل فمینیستی، تغییر نقش زنان و هویت زنانه در پاکستان وجود دارد و این مسائل در ادبیات انگلیسی این کشور بازتاب بیشتری یافته‌اند.
در ادبیات انگلیسی پاکستانی، ادراک شخصیت‌های اصلی زن از هویت زنانه‌شان و نقش کنش‌مندی را که در قصه دارند؛ می‌توان در رمان‌هایی مانند آثار باپسی سیدهوا و «روزهای بدون گوشت» سارا سولری مشاهده کرد. شاعران پاکستانی مانند مکی کوریشی، هینا فیصل امام، عالمگیر هاشمی و توفیق رفعت هم در به تصویر کشیدن این موضوعات با محافظه‌کاری بیشتر آثاری تولید کرده‌اند.
یکی از اولین فیلم‌های فمینیستی در پاکستان «راج زنان» (حکومت زنان) نام داشت. این فیلم در سال ۱۹۷۹ اکران شد، اما با وجود اینکه در دوره‌ای موفق برای سینمای پاکستان منتشر شد، در گیشه به موفقیت دست نیافت.
«زن‌گفتاری: پیمایش کنشگری، سیاست و مدرنیته در پاکستان» مجموعه‌ای از مقالات فمینیستی است که در سال ۲۰۲۱ توسط شری رحمان ویرایش شده و شامل مقالاتی از افرادی چون حنا جیلانی، خاور ممتاز، عافیه شهربانو ضیا و دیگران است که تاریخچه قانون خانواده مسلمان، انجمن اقدام زنان و تغییرات قانون‌گذاری مختلف در تاریخ پاکستان را روایت می‌کنند. سارا پراچا مطالبی منتشر می‌کند تا زنان پاکستانی را به انجام کسب‌وکار تشویق کند، که این برخلاف هنجارهای رایج در پاکستان است و برای الهام‌بخشی به زنان برای کار کردن انجام می‌شود. بینا شاه و فیفی هارون دربارهٔ فمینیسم و هنر می‌نویسند، و نغت داد دربارهٔ فمینیسم در عصر دیجیتال سخن می‌گوید.

### عصمت چغای
با شروع دهه ۱۹۳۰، عصمت چغتای به‌طور گسترده دربارهٔ موضوعاتی از جمله جنسیت زنانه و زنانگی، طبقه متوسط، و تضاد طبقاتی، اغلب از دیدگاه مارکسیستی نوشت.

### فاطمه بوتو
فاطمه بهٹو دختر وزیر پیشین مرتضیٰ بهٹو است. او نویسنده سه رمان است. «آوازهای خون و شمشیر» یک کتاب خاطرات دربارهٔ پدرش است که ترور شد.

### فرخنده شهید خان
فرخنده شهید خان، پژوهشگر، فعال و دانشگاهی فمینیست است. او ادبیات معاصر انگلیسی را در دانشگاه دولتی فیصل‌آباد تدریس می‌کند. پژوهش‌هایش بر فمینیسم، مارکسیسم، فرهنگ، و جنسیت و تمایلات جنسی متمرکز است. خان در همکاری علمی با دانشکده ادبیات، زبان‌ها و فرهنگ‌های دانشگاه ادینبورگ، در حال حاضر روی پروژه‌ای کار می‌کند که پیچیدگی‌های زندگی زنان ساکن در مناطق قرمز و محله‌های روسپی‌گری در پاکستان را بررسی می‌کند، و این کار او را به پیشگامی در پرداختن به این موضوع اغلب تابو در این کشور تبدیل کرده است. او علاوه بر فعالیت‌های دانشگاهی، مرتباً برای مطبوعات ملی و بین‌المللی می‌نویسد و دیدگاه‌های عمیقی دربارهٔ مسائل حقوق بشر، به‌ویژه حقوق زنان در پاکستان و کشورهای همسایه آن ارائه می‌دهد. خان فعالانه در مجامع مختلفی از جمله سازمان زنان ملل متحد، کمیته ویژه اعضای خصوصی برای برابری جنسیتی در مجلس قانون‌گذاری بریتیش کلمبیا، و کمیسیون روابط انسانی شهر آتلانتا، برای برابری جنسیتی تلاش کرده است. علاوه بر این، او رهبری شاخه‌های پاکستانی «اندیشکده ادبی» و «انجمن فمینیستی دانشگاه ادینبورگ» را بر عهده دارد. همچنین، او بنیان‌گذار انجمن فمینیستی در دانشگاه دولتی فیصل‌آباد است.